# Alejandro Scopelli
Alejandro Scopelli Casanova, född den 12 maj 1908 och död den 23 oktober 1987, var en argentinsk fotbollsspelare och tränare. Han spelade även en landskamp för Italien.

## Klubbkarriär
Scopelli började sin karriär i Estudiantes de La Plata i hemstaden La Plata. Där utgjorde han en av de fem klassiska spelarna som kom att kallas "Los Profesores", de andra var Miguel Angel Lauri, Alberto Zozaya, Manuel Ferreira och Enrique Guaita.
1933 flyttade Scopelli till Europa och till Rom där han spelade två säsonger i AS Roma. Han flyttade till AC Milan och Inter innan han flyttade tillbaka till Argentina och Racing Club de Avellaneda. Han flyttade sedan till Paris där han spelade i FC Red Star och RCF Paris. När andra världskriget drog igång flyttade han till det neutrala Portugal för spel i CF Os Belenenses och sedan i SL Benfica. 1941 flyttade han tillbaka till Sydamerika och till CF Universidad de Chile där han två år senare avslutade sin spelarkarriär för att bli tränare.

## Landslagskarriär
Scopelli blev 1930 uttagen till Argentinas VM-trupp till det första världsmästerskapet i fotboll i grannlandet Uruguay. Han fick endast spela i en av matcherna, semifinalen mot USA där han gjorde det andra målet i matchen som Argentina vann med hela 6-1. Argentina förlorade sedan finalen mot Uruguay och Scopelli blev därmed silvermedaljör.
Scopelli spelade totalt åtta matcher för det argentinska landslaget mellan 1929 och 1937. Han spelade även en landskamp för Italien under sin vistelse i landet 1935.

## Tränarkarriär
Mot slutet av sin spelarkarriär började Scopelli även att träna lagen han spelade i, portugisiska CF Os Belenenses och chilenska CF Universidad de Chile. Han ägnade sedan resten av sin karriär åt att träna olika klubbar. Han tränade bland annat FC Porto och Sporting i Portugal, Deportivo de La Coruña, RCD Espanyol, Celta de Vigo, Granada CF och Valencia CF i Spanien och Club América i Mexiko. Han var även tränare för Chiles landslag.